# Конкретна праця
Конкретна праця — затрата людської робочої сили в певній доцільній, корисній формі; створює споживну вартість товару.
Види такої праці такі ж різноманітні як і вироблені нею споживні вартості. В товарному виробництві, основаному на приватній власності на засоби виробництва, конкретна праця протистоїть абстрактній праці, як приватна праця — суспільній, що становить основну антагоністичну суперечність приватновласницького товарного виробництва.

## Історія
За соціалізму, що грунтується на суспільній власності на засоби виробництва, де будь-яка праця є суспільною, усувається антагоністична суперечність між абстрактною і конкретною працею, вони виступають як дві форми безпосередньо суспільної праці.